# Almées jouant aux échecs
Almées jouant aux échecs est une toile réalisée en 1870 par le peintre académique français Jean-Léon Gérôme. Cette peinture à l'huile sur toile de 65,7 × 54,8 cm fait partie d'une collection privée. L'œuvre s'inscrit dans le genre orientaliste, un courant artistique du XIXe siècle qui s'inspire des cultures et des paysages de l'Orient, un terme désignant ici principalement le Moyen-Orient et l'Afrique du Nord.

## Contexte et Sujet
L'œuvre représente une scène de la vie dans l'Égypte ottomane, mettant en avant une almée (danseuse, chanteuse et musicienne égyptienne de grande qualité, souvent sollicitée dans les harems pour instruire et divertir les femmes des riches seigneurs). Le terme « almeh » était également utilisé comme euphémisme pour désigner une danseuse érotique, un rôle qui devenait plus visible après l'interdiction des ghawazi (autre type de danseuse traditionnelle) en 1834.
Les almées, qui ne se produisaient généralement pas en public, sont fréquemment représentées dans les œuvres de Gérôme. Cependant, il est probable que, dans cette peinture, le modèle représente plus fidèlement une ghawazi, une danseuse issue de traditions plus anciennes.

## Description de la scène
La scène représente deux femmes, assises sur une cage en bois, utilisant l'objet comme banc. L'une d'elles, vêtue d'une tenue traditionnelle des almées, porte un pantalon bouffant jaune, un gilet rouge, un sous-vêtement en tulle noir transparent et une coiffe de tissu décorée. Elle tient une pipe à fumer dans sa main gauche, tandis qu'elle semble concentrée sur le jeu d'échecs. Elle porte un collier massif, doré, chargé de médailles. L’autre femme, est habillée d'une cape bleue de style antique et touche l'échiquier avec sa main droite tandis que sa main gauche repose sur le devant de la cage. Un voile bleu est jeté sur sa tête. Ses mains et une partie de son cou sont exposés, ce qui n'était pas typique des vêtements des femmes égyptiennes.
L'œuvre présente également un homme se tenant à côté des deux femmes, un bachi-bouzouk, un soldat irrégulier de l'armée ottomane, observant attentivement le jeu. Le décor est riche de détails, avec des éléments typiques de l'architecture orientale. À l'arrière-plan, un autre homme verse de l'eau dans un évier, tandis qu'un groupe d'hommes fume des pipes ou discute en arrière-plan.
Un faisceau lumineux provenant d'une ouverture dans le toit éclaire la scène, renforçant l'atmosphère intime et mystérieuse du lieu. L'ensemble de la composition fait écho à une scène quotidienne, mais marquée par la sensualité et l'exotisme, deux thèmes récurrents dans l'œuvre de Gérôme.
Sur le bord du plateau de l’échiquier, on peut distinguer la signature de l'artiste, J.L. GEROME.

L'Almée.
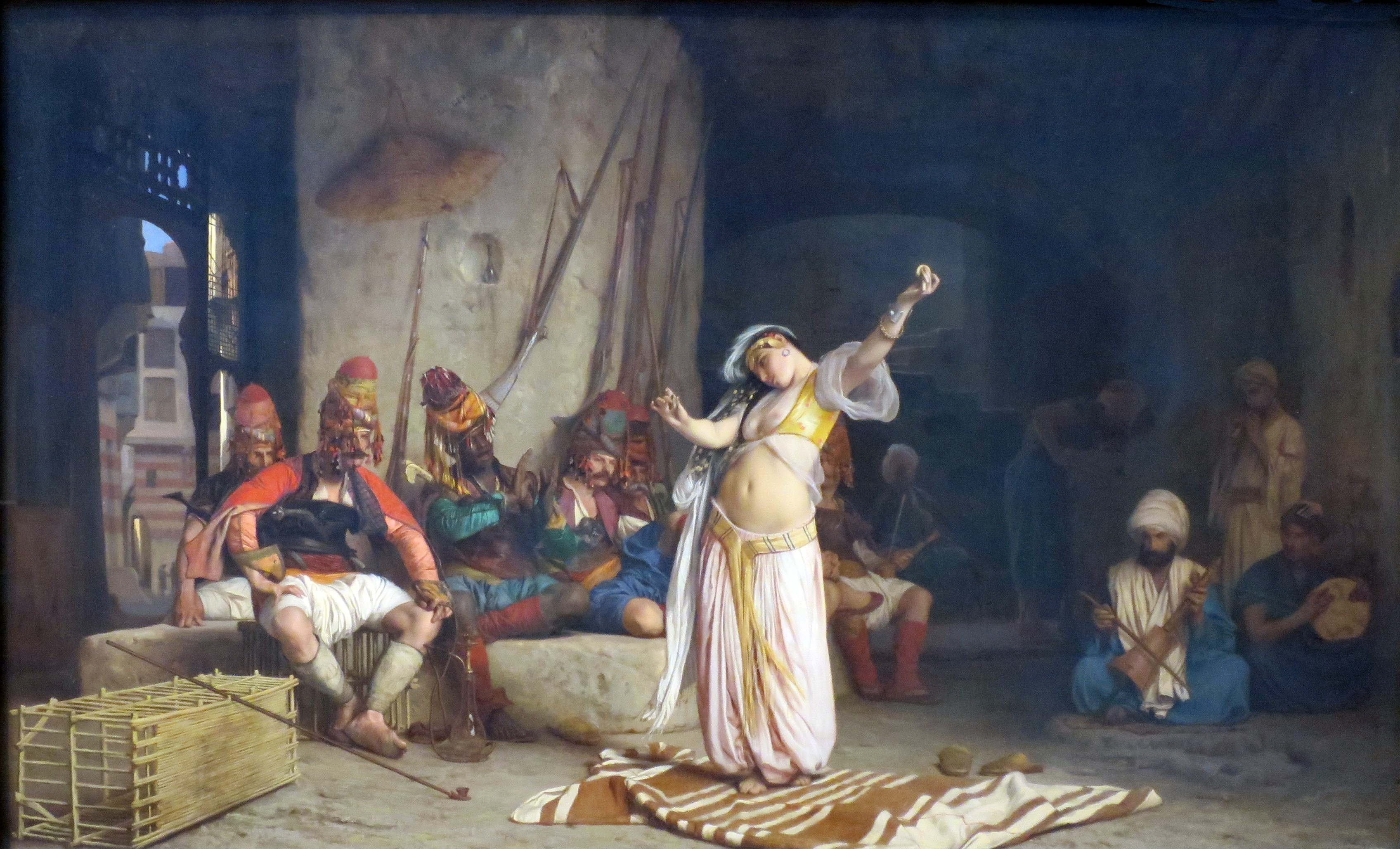
Almée du Caire.
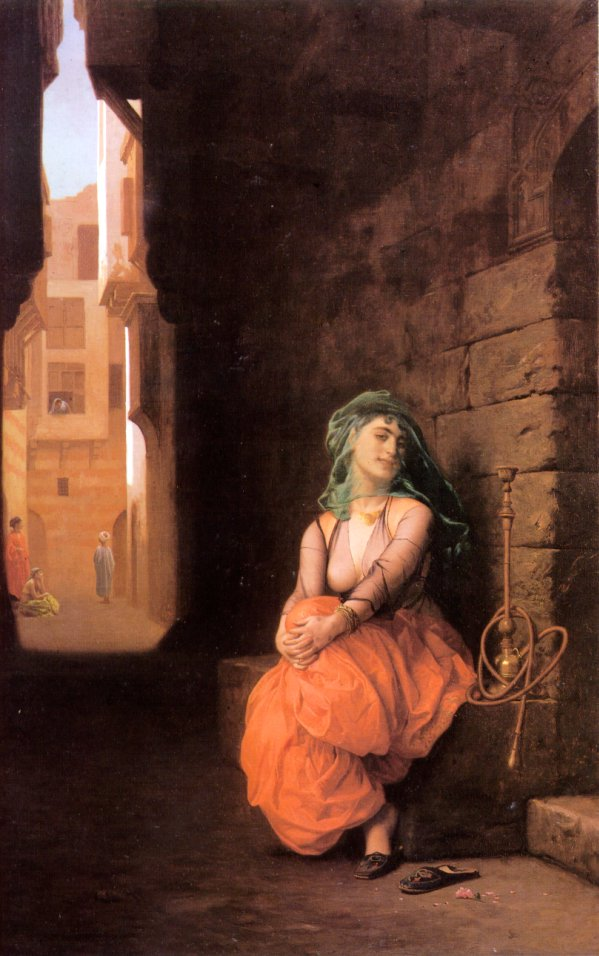
Fille arabe avec pipe à eau.

## Contexte historique et influence de Gérôme
Jean-Léon Gérôme a eu l'occasion d'étudier les almées lors de son voyage à l'oasis de Fayoum en 1868. Accompagné de son compagnon de voyage, Paul Lenoir, Gérôme rencontra un groupe d'almées à Sinuris, qu'ils invitèrent à les rejoindre. Le beau-frère de Gérôme, Albert Goupil, prit des photographies de ces femmes, et l'artiste négocia des vêtements pour ses mannequins à son retour en France. Ces rencontres ont eu une influence marquante sur son travail, et il réalisa plusieurs tableaux représentant ces femmes, souvent dans des poses sensuelles, vêtues de pantalons en soie et de chemisiers diaphanes.
Le travail de Gérôme sur les almées, et plus généralement son exploration des cultures orientales, a eu un impact durable sur l'art occidental du XIXe siècle. Bien que l'artiste soit parfois critiqué pour son exotisme et sa vision stéréotypée de l'Orient, ses œuvres restent aujourd'hui parmi les exemples les plus fascinants de l'orientalisme académique, une esthétique qui mêle fascination, sensualité et recherche d'une vérité historique à travers le prisme de la culture européenne.

## Provenance
Au fil des années, l'œuvre a connu plusieurs propriétaires et a été exposée dans des galeries prestigieuses. Parmi les étapes marquantes de son parcours, on note :
- Mme T. A. Scott, Philadelphie (1885-1895),
- Collection privée, États-Unis, jusqu'en 1904.
- Galeries Newhouse, New York.
- Le Nelson-Atkins Museum of Art, Kansas City (acquise en mars 1932).
- Galeries Schoneman, New York (achetée en mai 1947).
- Vente chez Christie's, New York, le 27 octobre 1983 (lot 82).
- Galerie Mathaf, Londres.